# Биссон, Янник
Янник Биссон (англ. Yannick Bisson; род. 16 мая 1969, Монреаль, Квебек, Канада) — канадский актёр кино и телевидения. Известен по главной роли в сериале «Расследование Мёрдока»

## Биография и карьера
Биссон родился в Монреале, в провинции Квебек. Имеет французские и английские корни. В подростковом возрасте переехал в Торонто, где и началась его актёрская карьера. Отец Янника, отметив интерес сына к актёрскому мастерству, нашёл в газете объявление о наборе детей-актёров для съёмок в кино.
Дебютировал на телевидении в 1984 году, в возрасте 15 лет, сыграв главную роль в телевизионном фильме «Hockey Night» вместе с Миган Фоллоуз.
С 2002 по 2005 играл регулярную роль агента ФБР Джека Хадсона в телесериале «Сью Томас: Зоркий детектив».
В январе 2008 получил центральную роль Уильяма Мёрдока в канадском телесериале «Расследование Мёрдока». Также он был исполнительным продюсером сериала на протяжении 125 эпизодов, а в четвёртом сезоне дебютировал как режиссёр.
В 2012 появился в пилотном эпизоде сериала «Красавица и чудовище».
играл в сериале "Тайны Авроры Тигарден"

## Личная жизнь
Женат на актрисе Шантэль Крейг. Они познакомились ещё в старшей школе, и поженились, когда Биссону был 21 год. У пары трое дочерей: Брианна, Доминик и Микаэла.

## Фильмография
| Кино        | Кино                        | Кино                      | Кино                            | Кино                                         |
| Год         | Русское название            | Оригинальное название     | Роль                            | Примечание                                   |
| ----------- | --------------------------- | ------------------------- | ------------------------------- | -------------------------------------------- |
| 1994        | Убийца оставляет цветок     | The Forget-Me-Not Murders | Грег Гейл                       | Кинофильм                                    |
| 2003        | Обратитесь к Джейн          | See Jane Date             | Макс Гаррет                     | Телефильм                                    |
| 2004        | Чужая свадьба               | I Do (But I Don't)        | Джеймс «Джей» Корина            | Телефильм                                    |
| 2004        | Беглый дом                  | Some Things That Stay     | доктор Острум                   | Кинофильм                                    |
| 2009        | Авторитет                   | Animal 2                  | Диллен                          | Direct-to-video                              |
| 2009        | Казино Джек                 | Casino Jack               | Оскар Каррильо                  | Кинофильм                                    |
| 2012        | Секрет моей матери          | My Mother's Secret        | Деннис Колсон                   | Телефильм                                    |
| 2017        | Волк-полицейский 2          | Anpther WolfCop           | Свэллоус                        | Кинофильм                                    |
| Телевидение |                             |                           |                                 |                                              |
| Год         | Русское название            | Оригинальное название     | Роль                            | Примечание                                   |
| 1986—1988   | Залив Опасный               | Danger Bay                | Тодд / Ларри                    | 3 сезон, 1 серия / 5 сезон, 11 серия         |
| 1987        | Ночная жара                 | Night Heat                | Ригэн                           | 3 сезон, 10 серия                            |
| 1988        | Альфред Хичкок представляет | Alfred Hitchcock Presents | Тай                             | 3 сезон, 18 серия                            |
| 1992        | Тропическая жара            | Tropical Heat             | Гарри-младший                   | 2 сезон, 15 серия                            |
| 1999        | Охотники за древностями     | Relic Hunter              | Ставрос Вардалос                | 1 сезон, 10 серия                            |
| 2000—2004   | Пища для души               | Soul Food                 | Брайан Тэдроу                   | 1-5 сезоны; роль второго плана (14 эпизодов) |
| 2001        | Мутанты Икс                 | Mutant X                  | Ричард Сондерс                  | 1 сезон, 4 серия                             |
| 2002—2005   | Сью Томас: Зоркий детектив  | Sue Thomas: F.B.Eye       | Агент Джек Хадсон (56 эпизодов) | 1-3 сезоны; постоянная роль                  |
| 2007        | Файлы Дрездена              | The Dresden Files         | сержант Даррен Манзер           | 1 сезон, 12 серия                            |
| 2008—2022   | Расследование Мёрдока       | Murdoch Mysteries         | Уильям Мёрдок                   | 1-17 сезоны; постоянная роль                 |
| 2012        | Красавица и чудовище        | Beauty and the Beast      | Алекс Вебстер                   | 1 сезон, 1 серия                             |